# Valchava
Valchava (, toponimo romancio; in tedesco Valcava, desueto) è una frazione di 198 abitanti del comune svizzero di Val Müstair, nella regione Engiadina Bassa/Val Müstair (Canton Grigioni).

## Geografia fisica
Valchava è situato in Val Monastero, sul lato destro del rio Ram, geograficamente appartenente al bacino idrologico del fiume Adige; dista 74 km da Merano e 123 km da Coira. Il punto più elevato è la cima del Piz Terza (2 909 m s.l.m.), che segna il confine con Lü, Santa Maria Val Müstair e Tubre.

## Storia
Già comune autonomo istituito nel 1854 e che si estendeva per 16,67 km², comprende anche gli insediamenti di Alp Champatsch, Chaunt e Valpaschun; il 1º gennaio 2009 è stato accorpato agli altri comuni soppressi di Fuldera, Lü, Müstair, Santa Maria Val Müstair e Tschierv per formare il nuovo comune di Val Müstair.

## Monumenti e luoghi d'interesse

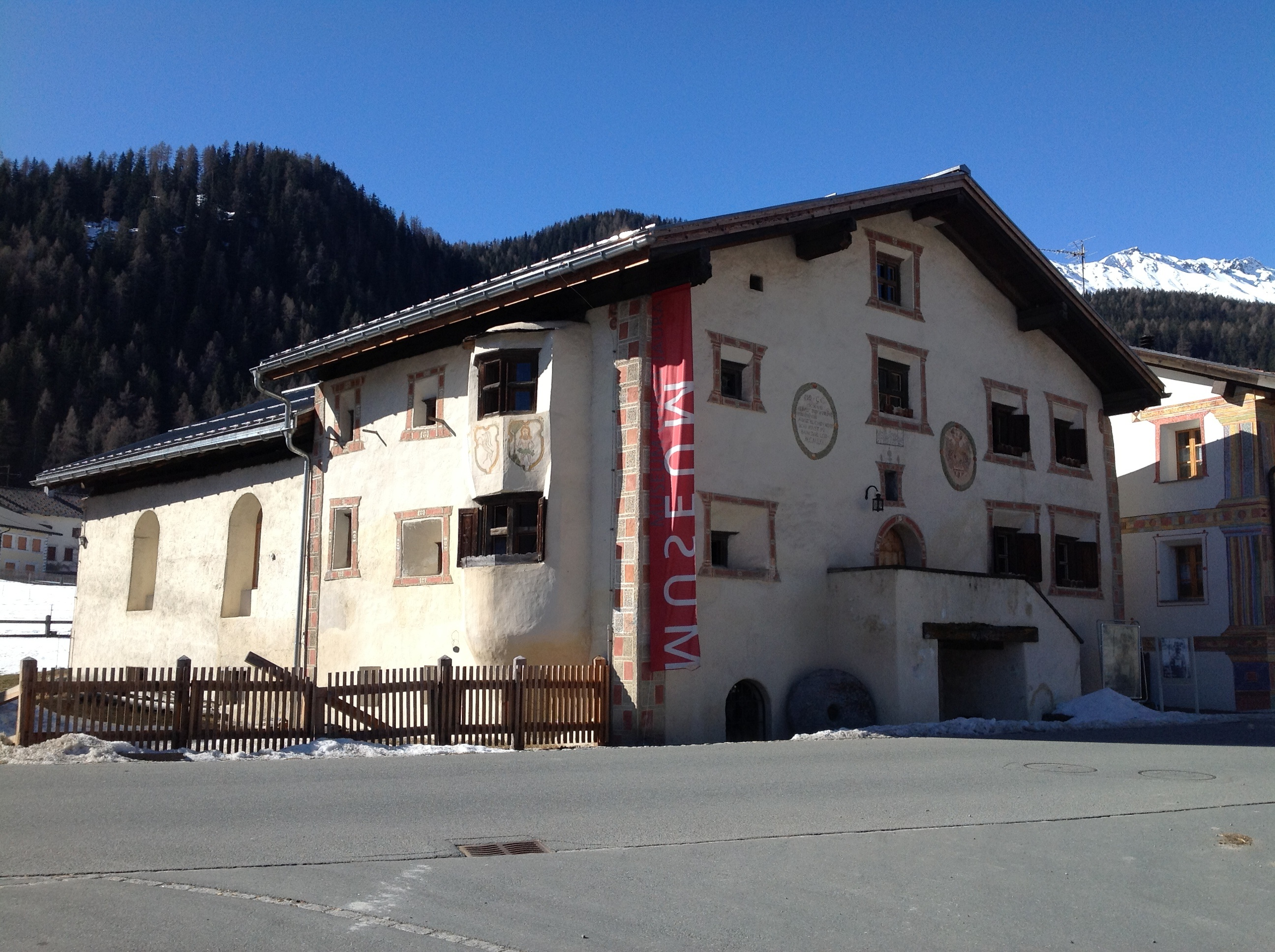
Chasa Jaura

- Chiesa riformata, attestata dal 1418[1];
- Chiesa cattolica, eretta nel 1896[1];
- Biblioteca Jaura, nell'antica casa comunale di Valchava[1];
- Chasa Jaura, sede del museo della Val Monastero[1].

## Società

### Evoluzione demografica
L'evoluzione demografica è riportata nella seguente tabella:
Abitanti censiti

### Lingue e dialetti
Il 75% della popolazione parla la lingua romancia.

## Infrastrutture e trasporti
Le stazioni ferroviarie più vicine sono quelle di Malles Venosta (17 km), sulla ferrovia della Val Venosta, e di Zernez (34 km) della Ferrovia Retica, sulla linea Pontresina-Scuol.